# 414 f.Kr.

## Händelser

### Efter plats

#### Grekland
- Aten svarar på ett upprop från sin general Nikias genom att skicka 73 fartyg (under Demosthenes befäl) till Sicilien för att bistå Nikias och hans styrkor i belägringen av Syrakusa.
- Den atenska armén försöker erövra Syrakusa medan de större atenska fartygen blockerar staden från havet. Efter viss framgång i början blir de atenska trupperna oorganiserade under det kaotiska nattliga anfallet och blir grundligt slagna av den spartanske befälhavaren Gylippos styrkor, varvid den atenske befälhavaren Lamachos stupar. Nikias får ensam befälet över belägringen av Syrakusa, trots att han är sjuk.

### Efter ämne

## Avlidna
- Lamachos, atensk general (stupad)